# Paysage à Port-Goulphar, Belle-Ile
Paysage à Port-Goulphar, Belle-Ile, na tradução portuguesa Paisagem em Port-Goulphar, Belle-Ile é uma pintura do impressionista francês Claude Monet. Realizada a óleo sobre tela em 1886 e considerada um dos melhores trabalhos do artista, integra a colecção do Instituto de Arte de Chicago.

## Impressionismo
Exemplar notável da pintura impressionista, a pintura marca uma fase importante da carreira de Monet, que sucedeu à morte de Camille Monet, a sua primeira esposa. Monet passou de um efémero pintor das águas do Sena para se tornar no pintor das paisagens marítimas. Rodin chegou a dizer que foi o que Monet sempre procurou.
Esta pintura constitui um impressionante registo da sabedoria sobre a luz de Monet, consistindo num estudo lumínico perfeito conjugado com um exercício tonal sumptuoso, já corriqueiro nesta fase de maestria pictórica representada pela década de oitenta e noventa. Na imagem residem efeitos dramáticos criados a partir destes detalhes.

## Descrição
O tema consiste basicamente na representação dos penedos rochosos e das falésias no Inverno em Belle-Ile, uma grande ilha, carecida do desenvolvimento das margens do Sena que Monet retratava, e que se localizava na costa da Bretanha. O Inverno é tratado através do exercício lumínico e assume forma no céu nublado na margem da tela.
A pintura pertence a uma série pinta da em Port-Goulphar, representando as escarpas rochosas.